# غل لر (ورغاهان)
غل لر (بالفارسية: گل‌لر) هي منطقة سكنية تقع في إيران في قسم ورغاهان الریفي. يقدر عدد سكانها بـ 146 نسمة .